# 肥大型心筋症
肥大型心筋症 (ひだいがたしんきんしょう、英: Hypertrophic cardiomyopathy、HCM) は、明確な原因なく心臓の一部が肥大する心血管疾患である。症状は、無症状な場合から、疲労、脚のむくみ、呼吸困難などさまざまである。また、胸痛や失神を起こす場合もある。合併症には、心不全、不整脈、心停止などがあげられる。
HCMは、親からの遺伝によるものが最も一般的である。心筋タンパク質の生成に関与する遺伝子の突然変異によることが多い。他の原因には、ファブリー病、フリードライヒ運動失調症、タクロリムスなどの特定の医薬品、などがあげられる。HCMは、心筋症の一種であり、主に心筋に影響を与える疾患である。心筋が固くなることにより心臓から血液を送りだす能力が低下し、肥厚した心室中隔により左心室から大動脈への血液の流れが妨げられ、僧帽弁が弱くなる可能性がある。
HCMは、心電図と心臓超音波検査によって診断される。この他には、ストレス検査や遺伝子診断などの検査がある。親戚のスクリーニング検査を勧められる場合がある。一般的な初期治療には、ベータ遮断薬、ベラパミル、ジソピラミドが用いられる。左心室の容積と流出量を減少させる可能性のある利尿薬の使用には注意が必要である。特定の種類の不整脈には、植込み型除細動脈の使用が勧められる場合がある。これらの治療で改善されない場合には、中隔心筋切除術や心臓移植などの手術が行われる場合がある。治療を受けた場合の死亡リスクは年間1％未満である。

HCMの罹患率は最大200人に1人である。男女ともに同じ割合で罹患する。あらゆる年齢層の人が罹患する可能性がある。この疾患の最初の現代的記述は、1958年にドナルド・ティアレによって説明されたものである。